# Marvin Levy (pubblicista)
Marvin Levy (New York, 16 novembre 1928 – Los Angeles, 7 aprile 2025) è stato un giornalista statunitense, specializzato in marketing e pubbliche relazioni.

## Biografia

### Prime esperienze
Laureatosi alla New York University, Levy iniziò la sua carriera a New York City nel 1949. Entrato nel settore pubblicitario, ha ottenuto un lavoro in una stazione radio, per il quale ha raccolto domande e risposte per un quiz televisivo. Poco tempo dopo, divenne l'editore dei primi talk show di Tex McCrary e Jinx Falkenburg; venne in seguito licenziato a causa di tagli, ma ha ricevuto una lettera di raccomandazione, completando con successo il suo lavoro presso il dipartimento pubblicitario dell'ufficio di New York della Metro-Goldwyn-Mayer. Gli è stato affidato il compito di promuovere film nella Grande Mela e di condurre campagne promozionali con star locali, anche per i film premiati con il Premio Oscar al miglior film come Gigi e Ben-Hur.

### Trasferimento a Hollywood
Nel 1962, Levy si trasferì nella società di pubbliche relazioni Blowitz, Thomas & Canton, uno dei principali punti vendita al di fuori dello studio system hollywoodiano; una volta sciolta la BTC nel 1974, Levy si trasferì nella Costa occidentale. A causa di una fusione con la American International Pictures, Levy si trasferì alla Columbia Pictures nei primi mesi del 1975.
Con la commercializzazione di grandi film come Taxi Driver, Abissi e Kramer contro Kramer, Levy ha scalato la gerarchia del dipartimento marketing cinematografico della Columbia Pictures. Una delle produzioni che ha commercializzato all'epoca fu Incontri ravvicinati del terzo tipo di Steven Spielberg.

### Dalla Amblin alla DreamWorks
Spielberg e Levy andarono così d'accordo che Spielberg si affidò sempre più ai consigli di Levy negli anni seguenti e Levy divenne una figura paterna per lui. Nel 1982, Spielberg era allo zenit di Hollywood e Levy si trasferì nella sua società di produzione, la Amblin Entertainment. Ha diretto il marketing e le pubbliche relazioni presso la Amblin per i successivi dodici anni. Quando Spielberg fondò la DreamWorks Pictures nel 1994 con Jeffrey Katzenberg e David Geffen, Levy si trasferì lì.
Nel 1994, Levy ha ricevuto il premio Les Mason, il più alto riconoscimento della Local 600 International Cinematographers Guild (Film Marketer Association).
È stato membro della Board of Governors della Academy of Motion Picture Arts and Sciences nella sezione Pubbliche Relazioni dal 1991 al 2002 e di nuovo dal 2004.
Nel 2019, l'Academy gli ha conferito l'Oscar alla carriera, rendendolo così il primo pubblicista insignito di questo riconoscimento, per "una carriera esemplare in pubblicità che ha portato i film alle menti, ai cuori e alle anime del pubblico di tutto il mondo".

## Filmografia parziale
- Gigi, regia di Vincente Minnelli (1958)
- Ben-Hur, regia di William Wyler (1959)
- Taxi Driver, regia di Martin Scorsese (1976)
- Incontri ravvicinati del terzo tipo (Close Encounters of the Third Kind), regia di Steven Spielberg (1977)
- Abissi (The Deep), regia di Peter Yates (1977)
- Kramer contro Kramer (Kramer vs. Kramer), regia di Robert Benton (1979)
- Ritorno al futuro (Back to the Future), regia di Robert Zemeckis (1985)
- Ritorno al futuro - Parte II (Back to the Future Part II), regia di Robert Zemeckis (1989)
- Ritorno al futuro - Parte III (Back to the Future Part III), regia di Robert Zemeckis (1990)
- Jurassic Park, regia di Steven Spielberg (1993)
- Schindler's List, regia di Steven Spielberg (1993)
- Il mondo perduto - Jurassic Park (The Lost World: Jurassic Park), regia di Steven Spielberg (1996)
- Salvate il soldato Ryan (Saving Private Ryan), regia di Steven Spielberg (1998)
- American Beauty, regia di Sam Mendes (1999)
- Il gladiatore (Gladiator), regia di Ridley Scott (2000)
- A Beautiful Mind, regia di Ron Howard (2001)
- Munich, regia di Steven Spielberg (2005)
- War Horse, regia di Steven Spielberg (2011)
- Lincoln, regia di Steven Spielberg (2012)
- Il ponte delle spie (Bridge of Spies), regia di Steven Spielberg (2015)
- The Post, regia di Steven Spielberg (2017)